# Liste der größten Spinnen Europas
Diese Liste beinhaltet die größten Arten aus der Ordnung der Webspinnen (Araneae) in Europa. Mit der Größe ist hier die Körpergröße gemeint. Es gibt Spinnenarten, die durch ihre Beinlänge größer wirken (z. B. Zitterspinnen), diese sind hier nicht berücksichtigt. Die angegebenen Maximalgrößen beziehen sich auf weibliche Tiere, da diese immer größer sind als die Männchen. Für viele Arten, beispielsweise aus der Gattung Hogna, sind keine Größenangaben auffindbar.
| Art                                                          | Familie              | Vorkommen in Europa                                | Maximalgröße | Bemerkungen | Foto |
| ------------------------------------------------------------ | -------------------- | -------------------------------------------------- | ------------ | --- | ---- |
| Chaetopelma olivaceum                                        | Vogelspinnen         | Zypern                                             | ca. 6,0 cm   | Größte in Europa vorkommende Spinne. |      |
| Südrussische Tarantel (Lycosa singoriensis)                  | Wolfspinnen          | Osteuropa, im Westen bis Tschechien und Österreich | 4,0 cm       | Größte auch in Mitteleuropa vorkommende Spinne, in Österreich sehr selten und streng geschützt.                                                                                        |      |
| Griechische Röhrenspinne (Eresus walckenaeri)                | Röhrenspinnen        | Italien, Griechenland, Bulgarien                   | 4,0 cm       | Größte netzbauende Spinne Europas. | Link |
| Deserta-Tarantel (Hogna ingens)                              | Wolfspinnen          | Deserta Grande (Madeira)                           | 4,0 cm       | Bewohnt lediglich die namensgebende Insel, gilt als bedroht. | Link |
| Andalusische Trichternetzspinne (Macrothele calpeiana)       | Macrothelidae        | Spanien, Portugal, Italien                         | 3,7 cm       | Biss kann Kreislaufbeschwerden verursachen, als einzige Spinne europaweit geschützt.                                                                                                   |      |
| Warmhaus-Riesenkrabbenspinne (Heteropoda venatoria)          | Riesenkrabbenspinnen | Europa, in den nördlichen Breiten synanthrop       | 3,4 cm       | Ursprünglich in den Tropen Asiens heimisch, hat sich aber nahezu weltweit ausgebreitet und bewohnt in klimatisch ungünstigen Gebieten Gewächshäuser und andere beheizte Einrichtungen. |      |
| Apulische Tarantel (Lycosa tarantula)                        | Wolfspinnen          | Italien, Südfrankreich, Balkanhalbinsel            | 3,0 cm       | Über die eigentlich harmlose Art existieren viele Gerüchte (Tarantismus), bekannteste Tarantel.                                                                                        |      |
| Porto-Santo-Tarantel (Hogna maderiana, Syn.: Hogna schmitzi) | Wolfspinnen          | Porto Santo (Madeira)                              | 3,0 cm       | Auf Porto Santo endemisch, trotz des kleinen Verbreitungsgebiets anders als die Deserta-Tarantel nicht bedroht.                                                                        | Link |
| Europäische Vogelspinne (Ischnocolus valentinus)             | Vogelspinnen         | Spanien, Sizilien                                  | 3,0 cm       | Einzige Vogelspinne des europäischen Festlands. | Link |
| Amblyocarenum walckenaeri                                    | Cyrtaucheniidae      | Spanien, Sizilien                                  | 3,0 cm       | Größte Falltürspinne Europas. | Link |
| Argiope lobata                                               | Echte Radnetzspinnen | Südeuropa, nördlich bis in die Slowakei            | 2,5 cm       | Größte Radnetzspinne Europas. |      |
| Gerandete Wasserspinne (Dolomedes plantarius)                | Jagdspinnen          | Europa                                             | 2,5 cm       | Größte natürlich vorkommende Spinne Deutschlands und Nordeuropas, aufgrund des Rückgangs ihrer Lebensräume in vielen Ländern stark bedroht und streng geschützt.                       |      |
| Große Winkelspinne (Eratigena atrica)                        | Trichterspinnen      | Europa                                             | 2,0 cm       | Größte natürlich vorkommende Spinne Europas, die überall häufig vertreten ist und auch synanthrop lebt. Anpassungsfähiger Kulturfolger.                                                |      |